# Замок Гросс Вонсдорф
Замок Гросс Вонсдорф (нім. Burg Groß Wohnsdorf) — замок лицарів Тевтонського ордену XIII століття, який розташовувався в однойменному поселенні (нині — селище Курортне, Калінінградська область, РФ). Був розібраний і не відновлювався після пожежі в 1830 році. На даний час збереглися руїни надбрамної вежі, спорудженої 1356 року.

## Історія
Дерев'яно-земляний замок Гросс Вонсдорф був побудований лицарями Тевтонського ордену в XIII столітті на місці завойованої давньої прусської фортеці Капостете (нім. Capostete).
У 1319 році замок був зруйнований литовськими військами, а вже через рік був відновлений у колишньому вигляді, проте знову захоплений і спалений литвинами в 1347 році, після чого було прийнято рішення про необхідність перебудови укріплень з дерева на кам'яні. У 1348 році Гросс Вонсдорф перебував у підпорядкуванні комтура Інстербурга. Будівництво кам'яного замку розпочалося в 1356 році і завершилося близько 1372 року. В 1391 році Гросс Вонсдорф був знову перебудований.
У 1450 році замок відвідав великий магістр Тевтонського ордену Людвіг фон Ерліхсгаузен.
Невдовзі після закінчення Тринадцятирічної війни, у 1468 році, через нестачу коштів орден передав замок Гансу фон Вейру. В 1525 році герцог Пруссії Альбрехт оголосив про секуляризацію Тевтонського ордену і передав замок Едельманну Гейно фон Деберітцу. У 1552 році замок перейшов до Андреаса фон Флансса. У 1590 році було проведено капітальну реконструкцію.
З 1688 (або 1702) року замок був частиною маєтку сім'ї фон Шреттерів. Фрідріх Леопольд фон Шреттер, майбутній міністр провінцій Пруссії і член державної ради, провів в ньому дитячі роки. Замок любив відвідувати Іммануїл Кант, друг сім'ї фон Шреттерів.
У 1790 році в замку сталася велика пожежа, після якої архітектор Фрідріх Жиллі відновив споруду і перебудував надбрамну вежу. У 1830 році сталася більш серйозна пожежа, після якої замок не відновлювали й з часом розібрали на будівельні матеріали. З усіх будівель вціліла лише надбрамна вежа.

## Сучасний стан
Постановою Уряду Калінінградської області від 23 березня 2007 року № 132 руїнам замку Гросс Вонсдорф присвоєно статус об'єкта культурної спадщини регіонального значення.